# Nguyễn Hữu Mai
Nguyễn Hữu Mai tức Nguyễn Từ (1914-1987), quê ở tại Diên Sanh, xã Hải Thọ, huyện Hải Lăng, tỉnh Quảng Trị, là nhà hoạt động cách mạng, nhà chính trị Việt Nam, Ủy viên Ban Chấp hành Trung ương Đảng Cộng sản Việt Nam khóa III, khóa IV, đã giữ các chức vụ Tổng cục trưởng Tổng cục Đường sắt, Phó Trưởng ban Công nghiệp Trung ương, Thứ trưởng Bộ Giao thông-Bưu điện, Bộ trưởng Bộ công nghiệp nặng, Bộ trưởng Bộ Điện Than, Phó chủ nhiệm Ủy ban Kế hoạch Nhà nước, Đại sứ Việt Nam tại Liên Xô.

## Hoạt động cách mạng
Năm 1936 tham gia hoạt động cách mạng trong phong trào dân chủ khi là học sinh Trường Kỹ nghệ thực hành Huế. Sau khi học xong làm thợ sửa chữa xe lửa tại Đà Nẵng, tham gia vận động tuyên truyền cách mạng trong giới công nhân. Năm 1940 được kết nạp vào Đảng Cộng sản Đông Dương.
Năm 1942 bị thực dân Pháp bắt tại Đà Nẵng, bị kết án 15 năm tù khổ sai bị giam tại các nhà tù Hỏa Lò Hà Nội, Sơn La, cuối 1943 bị đầy ra Côn Đảo. Ông cùng ngồi nhà tù Côn Đảo với các bạn tù chính trị như Vũ Xuân Chiêm, Nguyễn Văn Vịnh, Mai Chí Thọ, Phan Trọng Tuệ, Nguyễn Thọ Chân, Võ Thúc Đồng, Nguyễn Đức Thuận, Trần Diệp... Tháng 9-1945 ông được giải thoát và năm 1946 ông ra miền bắc nhận nhiệm vụ mới.

## Hoạt động chính trị
Do có chuyên môn kỹ thuật ông được Đảng phân công phụ trách các ngành liên quan đến kỹ thuật – công nghiệp đảm nhiệm nhiều chức vụ quan trọng.
Ủy viên Ban Thường vụ Tổng Liên đoàn Lao động Việt Nam, Phó Tổng thư ký (năm 1950).
Giám đốc Sở Vận tải thuộc Bộ Giao thông Công chính (năm 1951)
Thành viên Tiểu ban Công vận của Ban chấp hành Trung ương Đảng (năm 1951)
Trưởng ban vận tải tiền phương, tổng chỉ huy về vận tải của Chiến dịch Điện Biên Phủ (năm 1954)
Tổng cục trưởng đầu tiên của Tổng cục Đường sắt (1955 – 1957) thuộc Bộ Giao thông Bưu điện,
Thứ trưởng Bộ Giao thông Vận tải và Bưu điện (1957 – 1960),
Phó Trưởng ban Công nghiệp Trung ương (1960 - 1965),
Thứ trưởng thứ nhất Bộ Giao thông Bưu điện (năm 1965 - 1967),
Trưởng ban Công nghiệp Trung ương, Bộ trưởng Bộ công nghiệp nặng (tháng 11 năm 1967 đến tháng 12 năm 1969),
Bộ trưởng đầu tiên của Bộ Điện và Than (tháng 12 năm 1969 đến tháng 4 năm 1974),
Phó Chủ nhiệm Ủy ban Kế hoạch nhà nước (1974 – 1980) hàm Bộ trưởng,,
Sau đó ông còn đảm nhận chức vụ Đại sứ Việt Nam tại Liên Xô (1980 - 1982).,. Đại sứ tiền nhiệm là ông Nguyễn Hữu Khiếu, người kế nhiệm là ông Đinh Nho Liêm.
Ông có nhiều đóng góp quý báu trong quá trình phục hồi kinh tế, phát triển công nghiệp tại miền Bắc.
Tại Đại hội Đảng Cộng sản Việt Nam III (1960), Đại hội Đảng Cộng sản Việt Nam IV (1976) ông được bầu vào Ban Chấp hành Trung ương Đảng Cộng sản Việt Nam.

## Vinh danh
Do các cống hiến của ông cho sự nghiệp giải phóng dân tộc, bảo vệ, xây dựng Tổ quốc, năm 1984 ông được Nhà nước tặng thưởng Huân chương Hồ Chí Minh.